# 藤原俊忠
藤原 俊忠（ふじわら の としただ）は、平安時代後期の公卿、歌人。藤原北家御子左流、大納言藤原忠家の次男。従三位・権中納言。二条を号す。

## 経歴
応徳3年（1086年）、侍従に叙爵。嘉承元年（1106年）3月、蔵人頭左中将、同年12月に参議に任ず。永久2年（1114年）に従三位となり、保安3年（1122年）に権中納言に至る。
堀河朝において歌人として活躍し、源俊頼や藤原基俊といった同時代の歌人と親交があった。長治元年（1104年）には自邸で「左近権中将俊忠朝臣家歌合」を開催し、これらの歌人を招いている。家集として『俊忠集』を残している。『金葉和歌集』（二度本）の3首をはじめとして、以降の勅撰和歌集に29首が入集している。
清廉であり、参議のまま16年の歳月を経て権中納言になった時にも、私的な懇願などは一切行わなかった。このことについて『古事談』は、懇願の末に権中納言に昇進した源顕雅の例と対比して、「消息を書かざる人の卿相に昇る事は、俊忠卿より始まる」と賛辞を贈っている。

## 系譜
- 父：藤原忠家
- 母：藤原経輔の女[1]（あるいは藤原敦家の女[2]）
- 妻：藤原敦家の女
  - 男子：藤原忠成（1091-1158）
  - 男子：藤原忠定
  - 男子：藤原公長 - 藤原通季の養子
  - 男子：藤原俊成（1114-1204）
  - 男子：藤原俊定 - 藤原知通の養子
  - 男子：快修（1110-1172）
- 生母不明
  - 男子：禅智
  - 男子：仁助
  - 男子：寛豪
  - 男子：尊忠
  - 男子：晴忠
  - 男子：頼俊
  - 男子：頼仁
  - 男子：禅寿
  - 男子：仁証（1113-1189）
  - 男子：寛叡
  - 男子：俊海
  - 男子：忠海
  - 女子：藤原豪子 - 徳大寺公能室（実定母）
  - 女子：藤原伊通室
  - 女子：藤原師綱室
  - 女子：藤原俊子 - 藤原顕長室（長方母）
  - 女子：藤原光房室（経房、光長母）
  - 女子：藤原忠子（または俊子[2]） - 藤原顕頼室（光頼、惟方、成頼母）
  - 女子：藤原知通室